# Factory
Pour les articles homonymes, voir The Factory.
 (mai 2023).
 (mai 2023).
Si vous disposez d'ouvrages ou d'articles de référence ou si vous connaissez des sites web de qualité traitant du thème abordé ici, merci de compléter l'article en donnant les références utiles à sa vérifiabilité et en les liant à la section « Notes et références ».

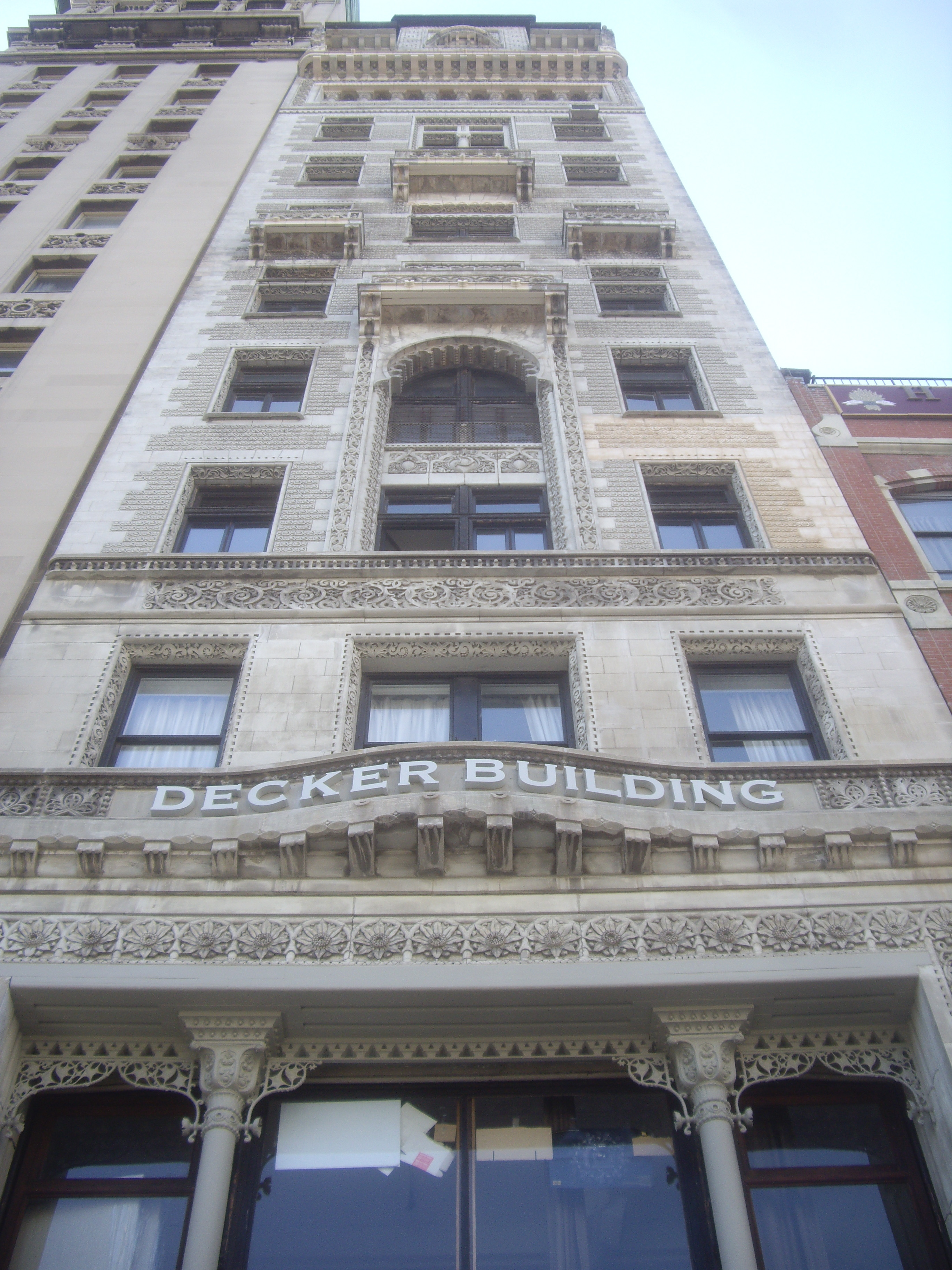
33 Union Square West, NYC.

La Factory est l'atelier d'artiste situé à New York, qu'a ouvert Andy Warhol le 28 janvier 1964. Le groupe The Velvet Underground s'y produit. Le lieu a servi à la production des œuvres pop art de Warhol.

## Un atelier et un lieu de socialisation
Une grande partie de l’œuvre d'Andy Warhol consiste à interroger la production d’images. Images de stars, unes de journaux, symboles de l’Amérique.
Ainsi de la même manière que la Factory a servi à produire à la chaîne les sérigraphies les plus chères de l’histoire de l’art, ce lieu a  servi aussi à Warhol à produire du mythe, de l’image sociale en quantité industrielle, et propulser dans la grande constellation des VIP quiconque mettrait les pieds chez lui.
La Factory, la « fabrique » donc, se devait d’être ce loft des années 1960/1970, cet endroit où on entre anonyme et d’où on sort « Superstar » (selon la terminologie de Warhol).
Situé d’abord, en janvier 1964, au cinquième étage du 231 East sur la 47e rue (« Silver Factory », car ses murs étaient recouverts de peinture argentée) puis installé en 1968 au sixième étage du 33 Union Square West (dans le même immeuble que la permanence du Parti communiste), cet atelier allait donc accueillir tout ce que Warhol et ses acolytes pourraient produire. Galerie d’exposition, studio de tournage, salle de projection, salle de concert, boîte de nuit, tous les événements étaient prétextes à la réunion du gratin de la jet set new-yorkaise qui venait s’encanailler allègrement avec tous les paumés, dépressifs, toxicos dont Warhol aimait s’entourer dans des fêtes géantes où les classes sociales étaient abolies, tout le monde logeait à la même enseigne du super-star-system underground. De fait, la célébrité importait peu, même si de nombreuses figures du monde de l’art, des médias ou du cinéma traînaient dans les parages, de Salvador Dalí à William Burroughs, de Dylan à De Niro. Ce qui importait, c’était d’être une star, et pour être une star, il suffisait de le dire, et d’être là. 
Toutes les Superstars warholiennes qu’engendra la Factory avaient leur spécialité. Gerard Malanga était poète et photographe, Nico chanteuse, Ultra-violet plasticienne, etc., mais pour l’essentiel, cela n’était que purement accessoire, puisque absolument pas nécessaire.

## Superstars
- Paul America

De son vrai nom Paul Johnson (1945-1982). Une belle gueule remarquée dans une discothèque qui électrise son entourage tant féminin que masculin. Sa prestation dans My Hustler en 1965 le transforme en icône gay. La drogue lui vaut de la prison à plusieurs reprises. Il meurt renversé par une voiture en 1982.
- Jackie Curtis

De son vrai nom John Holder Jr (1947-1985). Jackie Curtis est un caméléon qui apparaît alternativement en homme ou en femme. Warhol qui le rencontre en 1967 dira : « Jackie Curtis n'est pas une  drag queen. Jackie est un artiste, un pionnier sans frontières ».  De fait, il influencera des personnalités du Glam rock qui fréquentent à cette époque les clubs new-yorkais, comme David Bowie. Poète, acteur de films (Flesh, Women in Revolt), la grande passion de Jackie Curtis fut le théâtre en tant qu'acteur et écrivain. Meurt d'overdose en 1985.
- Joe Dallesandro

Né en 1948, découvert à 18 ans par Andy Warhol qui est fasciné par son corps d'éphèbe et le filme nu à plusieurs reprises, faisant de lui un sex-symbol du cinéma underground. Il devient un acteur confirmé : Paul Morrissey, Francis Ford Coppola, John Waters, Steven Soderberg, Serge Gainsbourg, Jacques Rivette, Catherine Breillat,  Blake Edwards... font appel à lui. Il est nommé Chevalier dans l'ordre des Arts et des Lettres en 2012. 
- Candy Darling

Née James L. Slattery (1944-1974). Actrice warholienne transgenre (Flesh et Women in Revolt) obsédée par Marilyn Monroe, qui est décédée en 1962. Amie de Jackie Curtis, elle rencontre Warhol en 1967. Elle s'essayera dans le cinéma indépendant mais meurt de  leucémie à 29 ans à la suite d'injections d'hormones. 
- Eric Emerson

Eric Emerson (1945-1975). Superstar à la bisexualité revendiquée et ravageuse. Danseur classique, acteur warholien dans plusieurs productions dont Chelsea Girls et Heat, puis chanteur du groupe glam The Magic Tramps. Trouvé mort dans une rue de Manhattan à côté de sa bicyclette.
- Andrea ‘Whips’ Feldman

Andrea Feldman (1948-1972). Actrice warholienne (Trash, Heat ) et de nature exhibitionniste. Se suicide en se jetant par la fenêtre, tenant une canette de Coca (chargée en drogues diront certains) et un rosaire dans les mains, devant le parterre abusivement assemblé de ses ex-boyfriends ! Ceci à trois semaines de la sortie de Heat où elle tient un rôle important. Le New-York Times salua sa prestation tout en la qualifiant de non-performance tant elle correspond au rôle qu'elle y joue.
- Bibbe Hansen

Née en 1952, elle est la fille d'Al Hansen (Fluxus) et la mère du chanteur Beck. Actrice warholienne, elle joue à 13 ans le rôle principal de Prison : elle est la plus jeune des Superstars. Elle apparaît dans Warhol's Restaurant, 10 Beautiful Girls et 10 More Beautiful Girls. Faisant partie de sérail artistique new-yorkais, elle formera des groupes musicaux (comme The Whippets avec Janet, la fille de Jack Kerouac) et sera cofondatrice du Troy Café à Los Angeles.
- 'Baby' Jane Holzer

Née Jane Brookenfeld en 1940. Fille d'un promoteur immobilier new-yorkais, actrice warholienne dans Soap Opera, Couch et Ciao! Manhattan. Mariée à un riche héritier, elle devient par la suite collectionneur d'art et productrice de films.
- Gerard Malanga

Beaucoup plus qu'une Superstar. Né en 1943, diplômé en Arts (School of Industrial Art et Wagner College), il est engagé en 1963 par Warhol comme assistant pour ses sérigraphies et devient son bras droit. C'est Gérard Malanga qui lui présente le Velvet Underground en décembre 1965, qu'il accompagne de sa danse du fouet lors des concerts. Cofondateur du magazine Interview en 1969. Il quitte la Factory en 1970 (certains diront viré par Paul Morrissey). Poète, acteur warholien, réalisateur, photographe, conservateur et archiviste, il est un témoin des années Factory.
- Mario Montez

Né René Rivera. Acteur warholien de 1963 à 1968 et icône gay.
- Billy Name

De son vrai nom Billy Linich (1940-2016). Ancien coiffeur, serveur et décorateur de théâtre, il rencontre Andy Warhol en 1963 et ils restent très amis après une courte liaison. Il est à l'origine du look argenté de la Silver Factory. Il y installe un laboratoire photographique dans les toilettes et y vit en tel reclus que croiser Billy Name devient un sujet de plaisanterie. On lui doit l'iconographie de la Factory (avec Stephen Shore et Nat Finkelstein). Il part en 1970 en laissant un mot sur la porte : « Andy, je ne suis plus là mais je vais bien ».
- Nico

De son vrai nom Christa Päffgen (1938-1988). Modèle, actrice et chanteuse d'origine allemande. Célèbre pour sa collaboration avec The Velvet Underground, elle fit une carrière solo (album Chelsea Girl, 1967). Célèbre aussi pour ses nombreuses romances : Jim Morrison, Brian Jones, Lou Reed, John Cale, Iggy Pop, Alain Delon (avec qui elle eut un fils) et Philippe Garrel qui en fit l'actrice de plusieurs de ses films des années 1970 : La cicatrice intérieure, Le Berceau de cristal… Décédée à Ibiza en 1988.
- Ondine

De son vrai nom Robert Olivo (1937-1989). Rencontré par Warhol dans une orgie en 1961 ou 1962, il devient un personnage central à la Factory entre 1963 et 1967. Acteur (son surnom vient de la pièce de Jean Giraudoux), il joua dans huit films entre 1964 et 1967 dont Chelsea Girls. Son étoffe tient à son charisme et à son bagout, personnage en représentation permanente « mieux qu'une performance théâtrale car vraiment vécu » (Billy Name). En 1969, Ondine se range — travail, relation stable — et Warhol constate que « l'éclat était parti ». Il vécut par la suite comme guide et conteur de l'ère Factory « à la dérive dans une mer désolée de visages incompréhensifs » (Mary Woronov). Il meurt de cirrhose en 1989.
- Brigid Polk

De son vrai nom Brigid Berlin (née en 1939), elle est habituée jeune à fréquenter les célébrités et le pouvoir : Clark Gable, Joan Crawford mais aussi Lyndon Johnson ou J. Edgar Hoover font partie des connaissances de ses parents. Gavée de médicaments, elle souffre de troubles obsessionnels compulsifs et d'embonpoint. Elle entre dans le cercle des intimes de Warhol en 1964 et développe une activité artistique débordante. Citons ses Tit paintings (peint avec ses seins), son Cock Book (où chacun est invité à partager son interprétation du pénis) ou son travail sur les Polaroïds. En 1975 elle devient employée au magazine Interview lancé par Warhol. C'est une intime qui lui restera fidèle.
- Edie Sedgwick

Née en 1943. Warhol est fasciné par sa facilité, son aura d'élue qui a tout, beauté et argent. Il en fait son alter ego. Une année passée à la Factory (1965-1966) l'érige en icône des sixties, la plus connue des Superstars dont elle devient l'archétype. Elle inspire Femme Fatale au Velvet Underground. Mannequin et actrice warholienne dans une quinzaine de films, elle part sur une dispute et se lie un temps à Bob Dylan, qui lui dédie Just Like A Woman. La suite est une longue descente dans la drogue. De retour dans le giron familial californien, elle meurt d'overdose en 1971 à 28 ans.
- Valerie Solanas

Valerie Solanas (1936-1988) peut-elle être considérée comme une Superstar ? Enfant abandonnée, clocharde qui paya ses études en se prostituant, elle fut actrice dans des films d'Andy Warhol et tenta de l'assassiner (elle lui tira dessus, il fut déclaré cliniquement mort). Elle devint une icône féministe radicale. Droguée borderline, elle mourut comme elle naquit : dans la misère.
- Ingrid Superstar

Ingrid von Schefflin (d'autres orthographes existent), grande blonde osseuse très énigmatique et un peu folle, est à l'origine du mot « Superstar ». Actrice warholienne dans plusieurs films entre 1965 et 1967, date à laquelle elle quitte la Factory puis part à la dérive : drogue, prostitution, déchéance physique. Elle disparaît en 1986, sortie acheter des cigarettes et jamais revenue.
- International Velvet

Née Susan Bottomly en 1950. Fille d'un procureur de Boston, c'est une autre beauté fatale, « pauvre petite fille riche », et actrice warholienne. Elle combla le départ d'Edie Sedgwick entre 1966 et 1967 puis prit le large vers Hawaï.
- Ultra Violet

Née Isabelle Dufresne (1935-2014). Peintre française, elle part à New York. Elle rencontre Salvador Dalí et Andy Warhol qui en fait la première Superstar en 1964. Ses cheveux couleur lila lui donnent son surnom. Importante à la Factory jusqu'en 1967, elle y suit la scène artistique américaine des années soixante : Jasper Johns, Robert Rauschenberg et James Rosenquist. Se retire sur la Côte d'Azur.
- Viva

Surnom trouvé par Andy Warhol pour Janet Hoffmann (née en 1938), assidue à la Factory en 1967 et 1968. Actrice pour Warhol, elle se brouilla avec lui et tourna avec d'autres réalisateurs. Elle passa à l'écriture pour des publications comme le Village Voice et des livres, notamment sur la Factory. Devient peintre en Californie. 
- Chuck Wein

Plus un agent qu'une Superstar, Chuck Wein (1940-2008) est diplômé de Harvard en 1961. Il amène Edie Sedgwick à la Factory en janvier 1965, et Warhol les invite à son exposition à la galerie Ileana Sonnabend à Paris la même année. Intensivement drogué et fou d'occultisme, il part voyager à travers le Monde.
- Holly Woodlawn

De son vrai nom Haroldo Danhakl (1946-2015), d'origine portoricaine et transgenre. Elle est la Holly de Walk on the Wild Side de Lou Reed (qui commence ainsi : Holly came from Miami F.L.A…). Actrice remarquée dans Flesh, elle poursuit une carrière au cinéma, au  théâtre, au cabaret et à la télévision. Exilée à Hollywood.
- Mary Woronov

Née en 1943. Elle danse lors des exhibitions Exploding Plastic Inevitable à la Factory. Actrice warholienne, elle tourne dans plusieurs films entre 1965 et 1967 dont Chelsea Girls. Elle poursuit sa carrière en jouant dans de nombreux films culte de la série B américaine. Mary Woronow est actrice et écrivain.
- Citons aussi Lois Waldon, Geraldine Smith, David Perlman, Dorothy Dean, Jane Forth, Pat Hartley, le modèle américain Ivy Nicholson, qui se mariera avec le réalisateur John Palmer à la suite de leur rencontre lors d'un tournage d'un film de Warhol, mère de Pénélope Palmer, Geri Miller, Naomi Levine…

À partir de l'attentat de Valerie Solanas contre lui en 1968, Warhol réduit son accessibilité. L'ère des Superstars prend fin.

## Résidents et visiteurs
Ont fréquenté la Factory : Anita Pallenberg, Stephen Shore, Taylor Mead, The Velvet Underground (Lou Reed, Sterling Morrison, Moe Tucker et  John Cale), Freddie Herko, Brian Jones, Mick Jagger, Paul Morrissey,  Dennis Hopper, Truman Capote, Fernando Arrabal, Penny Arcade, Bobby Driscoll, Herbert Muschamp, John Giorno, Henry Geldzahler, Jack Smith et bien d'autres encore.

## Anecdotes
L'histoire de la Factory fourmille d'anecdotes qui assoient son mythe.
- Il ne faut pas se fier à l'image de fête perpétuelle que dégage la Factory ; jour et nuit, c'était un lieu de travail intensif. « Ce n'était pas appelé The Factory pour rien. C'était une chaîne d'assemblage de sérigraphies. Pendant qu'une personne fabriquait une sérigraphie, une autre pouvait filmer un bout d'essais. Tous les jours il y avait quelque chose de neuf » (John Cale).
- The Couch - Canapé mythique de la Silver Factory, trouvé dans la 47e rue par Billy Name, et sur lequel s'avachissent les nombreux protagonistes des party données alors. Sera utilisé dans les films Couch et Blow job. Il sera volé dans la rue lors du déménagement de la Factory en 1968.
- C'est Andy Warhol qui est l'auteur de la citation célèbre promettant « Dans le futur, chacun aura droit à 15 minutes de célébrité mondiale » (« In the future, everyone will be world-famous for 15 minutes. »).
- Nombres d'habitués de la Factory apparaissent dans la scène de fête du film Macadam Cowboy, tournée fin juin 1968 alors que Warhol était hospitalisé à la suite de son agression par Valerie Solanas.
- À 17 ans, le photographe Stephen Shore rencontre Warhol, qui lui permet de prendre des photographies de la Silver Factory, ce qu'il fait pendant trois ans. Autres photographes : Billy Name et Nat Finkelstein.